# Margarete Bonnevie
Margarete Ottilie Bonnevie (född Skattebøl), född 13 december 1884 i Nesbyen, död 28 mars 1970 i Oslo, var en norsk politiker, journalist, författare, översättare i franska och kvinnorättskämpe. Hon var ordförande för Norsk Kvinnesaksforening 1936–1946. Margarete Bonnevie var gift med domare i Högsta domstolen Thomas Bonnevie (1879–1960) och var dotter till Ole Larsen Skattebøl.
Bonnevie var verksam socialt och politiskt, bland annat som ordförande i Oslo Venstres kvinnolag 1936–1937 och i Norsk Kvinnesaksforening från 1936 samt ersättare för Venstre i Oslos kommunfullmäktige på 1930-talet. År 1934 utsågs hon till medlem i den statliga barnskyddskommittén. Här lämnade hon 1937 sin egen minoritetsattityd, där hon förespråkade en omfattande lönereform baserad på en försörjningslönesfond, som skulle fördela en viss del av de anställdas inkomster till underhållsberättigade. 1956 var hon med i grundandet av Human-Etiska Förbundet och var medlem i styrelsen fram till 1958.
Hon var även verksam för nordiskt samarbete. Bland hennes skrifter finns i svensk översättning Äktenskap och arbete (1932).